# Badevel
Badevel település Franciaországban, Doubs megyében. Lakosainak száma 808 fő (2022. január 1.). Badevel Beaucourt, Fêche-l’Église, Grandvillars, Méziré és Saint-Dizier-l’Évêque községekkel határos.

## Népesség
A település népességének változása:
| Lakosok száma | 881  | 744  | 723  | 882  | 845  | 833  | 817  | 810  | 807  | 808  |
|               | 1968 | 1982 | 1990 | 2006 | 2013 | 2015 | 2017 | 2019 | 2020 | 2022 |